# Jonas Gahr Støre
Jonas Gahr Støre (AFI: [ˈjùːnɑs ɡɑː‿ˈʂtø̂ːrə]; Oslo, 25 agosto 1960) è un politico ed ex militare norvegese, leader del Partito Laburista Norvegese e ministro di Stato della Norvegia dal 14 ottobre 2021.
Dal 2005 al 2012 Støre fu nominato ministro degli esteri nel governo di Jens Stoltenberg. Dal 2012 al 2013 è stato ministro della salute. 
Il 14 giugno 2014 è stato eletto capo del Partito Laburista, succedendo a Jens Stoltenberg,  nominato Segretario generale della Nato.

## Biografia
Nato a Oslo, Jonas Gahr Støre è figlio del ricco broker navale Ulf Jonas Støre (1925-2017) e della bibliotecaria Unni Gahr (1931-2021).  È cresciuto nel quartiere Ris nel West End di Oslo. Støre è un multimilionario, con una fortuna di circa 60.000.000 di NOK (circa 7.100.000 dollari nel 2016).  Possiede gran parte dell'azienda di famiglia Femstø. La maggior parte della fortuna di famiglia proviene dalla vendita nel 1977 della società norvegese Jøtul, gestita dal nonno materno Johannes Gahr. Il nonno paterno di Støre era l'importante dirigente d'azienda Jonas Henry Støre, ceo e presidente del produttore di esplosivi Norsk Sprængstofindustri. Il bisnonno di Støre, Paul Edvart Støre, era un sindaco del Partito Conservatore e vice membro del parlamento norvegese di Levanger.
Ha frequentato la Berg School di Oslo, poi ha seguito l'addestramento di ufficiale di marina presso la Royal Norwegian Naval Academy. In seguito ha studiato scienze politiche per cinque anni a Sciences Po a Parigi.
Støre è diventato per la prima volta primo ministro della Norvegia il 14 ottobre 2021 in seguito alla vittoria nelle elezioni parlamentari. 
Støre è stato per breve tempo docente nell'Harvard Negotiation Project presso la Harvard Law School nel 1986.  Dal 1986 al 1989 è stato ricercatore presso la Norwegian School of Management, lavorando al progetto Scenarier 2000 con il sociologo Andreas Hompland e l'economista Petter Nore.

## Vita privata
Støre è sposato con Marit Slagsvold, sociologa e sacerdote della Chiesa di Stato della Norvegia.  Hanno tre figli, che hanno frequentato la Oslo Waldorf School.